# Oleksandra Kononowa
Oleksandra Mykolajiwna Kononowa (ukrainisch Олександра Миколаївна Кононова; * 27. Februar 1991 in Browary) ist eine ukrainische paralympische Skifahrerin. Bei den Winter-Paralympics 2010 gewann sie vier Medaillen und wurde 2010 zur ukrainischen Sportlerin des Jahres gewählt.

## Leben
Oleksandra Kononowa war eine Waise, die von ihrer Großmutter aufgezogen wurde. Als kleines Kind hatte sie eine Erkrankung, die dazu führte, dass sich ihr rechter Arm nicht so gut entwickelte wie ihr anderer Arm. Im Alter von zehn Jahren hatte sie Kontakt mit Sportlern, die mit Langlauf-Rollskis trainierten. Sie entschied sich für diesen Sport.

## Karriere
Beim Training auf Rollskis während der Sommersaison stellte sie fest, dass ihre Behinderung ihre Fähigkeit zum Skifahren nicht beeinträchtigte, und sie erreichte mit achtzehn Jahren nationale Erfolge. Ihr erster Trainer war Anatolij Zadwinejew.
Als Kononowa 19 Jahre alt war, wurde sie für die Paralympics 2010 in Kanada nominiert. Sie gewann bei den Winter-Paralympics 2010 in Vancouver drei Goldmedaillen und eine Silbermedaille und wurde 2010 zur ukrainischen Sportlerin des Jahres gewählt. Die Winter-Paralympics 2014 in Sotschi beendete sie mit je einer Gold-, Silber- und Bronzemedaille. In Peking 2022 gewann sie noch einmal Gold und Silber.
Bei den Nordischen Skiweltmeisterschaften der Behinderten war Oleksandra Kononowa zwischen 2009 und 2021 eine der dominierenden Athletinnen. Ihre Erfolge:
Bei den Para-Schneesport-Weltmeisterschaften 2021 in Lillehammer, Norwegen, gewann sie Gold beim 6 km Biathlon, Silber beim 12,5 km Biathlon und Bronze im 10-km-Biathlon.